# Бхавнагар (округ)
Бхавнагар (гудж. ભાવનગર જિલ્લો; англ. Bhavnagar) — округ в индийском штате Гуджарат, на востоке полуострова Катхиявар у побережья Камбейского залива Аравийского моря. Административный центр — город Бхавнагар. Площадь округа — 9940 км². По данным всеиндийской переписи 2001 года население округа составляло 2 469 630 человек. Уровень грамотности взрослого населения составлял 66,20 %, что выше среднеиндийского уровня (59,5 %). Доля городского населения составляла 37,86 %.